# Sultopride
Sultopride (tên thương mại Barnetil, Barnotil, Topral) là thuốc chống loạn thần không điển hình của nhóm hóa chất benzamide được sử dụng ở Châu Âu, Nhật Bản và Hồng Kông để điều trị bệnh tâm thần phân liệt. Nó được ra mắt bởi Sanofi-Aventis vào năm 1976. Sultopride hoạt động như một chất đối kháng thụ thể D2 và D3 chọn lọc. Nó cũng đã được chứng minh là có ái lực liên quan đến lâm sàng đối với thụ thể GHB, một tính chất mà nó có chung với amisulpride và sulpiride.